# 응귀그미

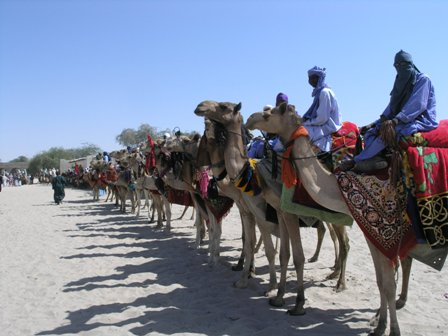
낙타를 탄 사람들이 응귀그미에 모여 있는 모습

응귀그미(N'guigmi)는 니제르 남동부에 위치한 도시로, 행정 구역상으로는 디파 주에 속하며 인구는 15,922명(2001년 기준)이다. 차드호와 가까운 지점에 위치하며 주요 산업은 소금 무역이다.